# G. K. Butterfield
Pour les articles homonymes, voir Butterfield.
George Kenneth Butterfield, Jr. dit G. K. Butterfield, né le 27 avril 1947 à Wilson (Caroline du Nord), est un homme politique américain, représentant démocrate de Caroline du Nord à la Chambre des représentants des États-Unis de 2004 à 2022.

## Biographie
G. K. Butterfield est né et a grandi à Wilson en Caroline du Nord, du temps de la ségrégation. Malgré sa couleur de peau claire, il est afro-américain. Son arrière grande-mère maternelle était esclave tandis que son arrière grand-père était propriétaire d'esclaves. Son père, originaire des Bermudes, était dentiste et élu au conseil municipal de la ville dans les années 1950.
Butterfield intègre l'armée de terre américaine de 1968 à 1970. Après l'U.S. Army, il étudie à l'université du centre de la Caroline du Nord et obtient son juris doctor en 1974. Il devient alors avocat. En 1976, il se présente sans succès au conseil municipal de Wilson.
De 1989 à 2001, il est juge résident à la Cour supérieure de Caroline du Nord. En 2001, il entre à la Cour suprême de Caroline du Nord, mais il est battu l'année suivante et retrouve la Cour supérieure comme juge spécial.
Après la démission du démocrate Frank Ballance (en), il se présente à la Chambre des représentants des États-Unis dans le 1er district de Caroline du Nord. Le 20 juillet 2004, il est élu représentant dans ce district du nord-est de l'État favorable aux démocrates. Il est élu pour un mandat complet en novembre 2004 en rassemblant 64 % des voix face au républicain Greg Dority. Il est réélu sans opposant en 2006 et avec 70,3 % des suffrages deux ans plus tard. Lors de la vague républicaine de 2010, il remporte 59,3 % des voix face au républicain Ashley Woolard.
Son district est redécoupé en 2011, il perd des électeurs blancs et gagne des électeurs afro-américains. Butterfield est réélu avec 75,3 % des suffrages en 2012 et 73,4 % en 2014. Après les élections, il est désigné à l'unanimité à la tête du Caucus noir du Congrès,. Avant les élections de 2016, son district est déclaré inconstitutionnel est raison de son gerrymandering et est donc à nouveau redécoupé. Il est réélu avec plus de 68 % des voix en 2016 et 2018.